# De Motte
De Motte é uma cidade  localizada no estado americano de Indiana, no Condado de Jasper.

## Demografia
Segundo o censo americano de 2000, a sua população era de 3234 habitantes.
Em 2006, foi estimada uma população de 4013, um aumento de 779 (24.1%).

## Geografia
De acordo com o United States Census Bureau tem uma área de
9,3 km², dos quais 9,3 km² cobertos por terra e 0,0 km² cobertos por água.

## Localidades na vizinhança
O diagrama seguinte representa as localidades num raio de 24 km ao redor de De Motte.